# El Novillero, Tabasco
El Novillero är en ort i Mexiko.   Den ligger i kommunen Jalpa de Méndez och delstaten Tabasco, i den sydöstra delen av landet, 600 km öster om huvudstaden Mexico City. El Novillero ligger 6 meter över havet och antalet invånare är 972.
Terrängen runt El Novillero är mycket platt. Runt El Novillero är det ganska tätbefolkat, med 172 invånare per kvadratkilometer. Närmaste större samhälle är Comalcalco, 14,0 km väster om El Novillero. Trakten runt El Novillero består till största delen av jordbruksmark.